# Лоу, Филиппа
Филиппа Лоу (англ. Philippa Lowe; род. 7 апреля 1992, Лондон, Великобритания) — британская легкоатлетка, специализирующаяся в беге на 400 метров с барьерами. Серебряный призёр чемпионата Европы в помещении 2017 года в эстафете 4×400 метров.

## Биография
Тренируется в легкоатлетическом клубе Dacorum & Tring под руководством Деборы Кинлисайд.
В начале спортивного пути специализировалась на дистанции 800 метров, однако в студенческие годы переключилась на 400 метров с барьерами. Долгое время одерживала победы только на региональном уровне, лишь в 2015 году стала финалистом чемпионата страны.
Стала третьей на национальном первенстве в помещении в 2016 году в беге на 400 метров. Спустя год финишировала четвёртой, но установила личный рекорд 52,99, благодаря чему поехала на чемпионат Европы в помещении. Международный дебют Филиппы пришёлся на эстафету 4×400 метров, в которой она выступила на втором этапе, а сборная Великобритании завоевала серебряные медали.
Одновременно с тренировками часть времени работает учителем физкультуры в школе Hemel Hempstead School.

## Основные результаты
| Год  | Турнир                       | Место проведения | Дисциплина       | Место | Результат |
| ---- | ---------------------------- | ---------------- | ---------------- | ----- | --------- |
| 2017 | Чемпионат Европы в помещении | Белград, Сербия  | эстафета 4×400 м | 2-е   | 3.31,05   |